# Marœuil
Marœuil (flämisch: Marol) ist eine französische Gemeinde mit 2.430 Einwohnern (Stand: 1. Januar 2022) im Département Pas-de-Calais in der Region Hauts-de-France. Sie gehört zum Arrondissement Arras und zum Kanton Arras-1 (bis 2015: Kanton Dainville).

## Geografie
Marœuil liegt an der Scarpe, in die hier der Zufluss Gy einmündet. Umgeben wird Marœuil von den Nachbargemeinden Mont-Saint-Éloi im Norden, Neuville-Saint-Vaast im Nordosten, Anzin-Saint-Aubin im Osten, Duisans im Südosten, Étrun im Südwesten sowie Haute-Avesnes im Westen.
Durch die Gemeinde führt die Route nationale 25.

## Geschichte
Marœuil wird erstmals um 680 als Maraculum erwähnt. Die erste Kirche, schon damals mit dem Patrozinium Sainte-Bertille, ist seit dem Jahr 697 dokumentiert.
| Jahr      | 1962  | 1968  | 1975  | 1982  | 1990  | 1999  | 2006  | 2012  |
| --------- | ----- | ----- | ----- | ----- | ----- | ----- | ----- | ----- |
| Einwohner | 1.685 | 1.619 | 1.706 | 1.815 | 2.296 | 2.509 | 2.387 | 2.452 |

## Sehenswürdigkeiten

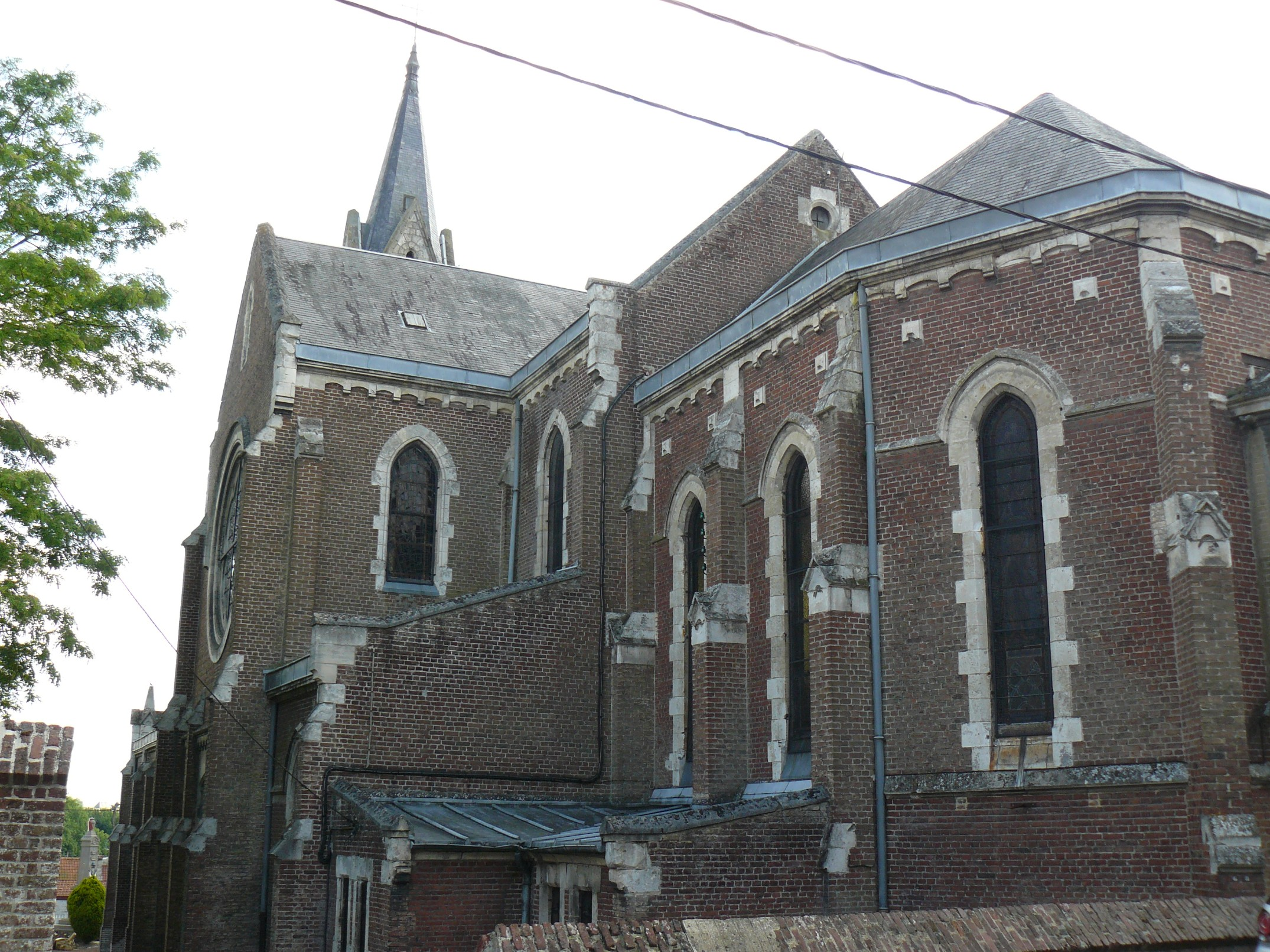
Kirche Sainte-Bertille

- Kirche Sainte-Bertille aus dem 19. Jahrhundert
- Britischer Militärfriedhof
- Ruinen der Abtei Saint-Amand-et-Sainte-Bertille, 935 gegründet, mit Kapelle, seit 1987 Monument historique

## Persönlichkeiten
- Bertile de Marœil (gest. 697), Heilige der römisch-katholischen Kirche, in Marœil gestorben, 1081 kanonisiert

## Gemeindepartnerschaft
Mit der ehemaligen Gemeinde Bösperde, heute Stadtteil von Menden (Sauerland) in Nordrhein-Westfalen, besteht seit 1984 eine Partnerschaft.